# پاراماهانزا یوگاناندا

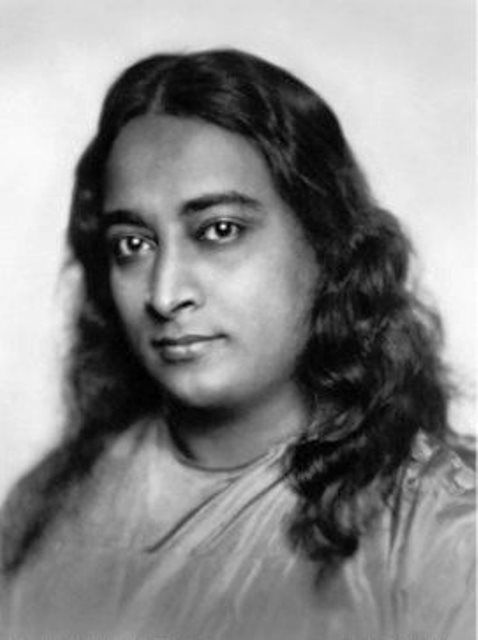

پاراماهانزا یوگاناندا (متولد ۵ ژانویه ۱۸۹۳ - وفات ۷ مارس ۱۹۵۲)که در هنگام تولد موکوندا لعل گوش(Mukunda Lal Ghosh)نامیده می‌شد، یوگی هندی و گورویی بود که در شهر کلکته متولد شد و به بسیاری از غربی‌ها روش کریا یوگا را بوسیله کتابش معرفی کرد.

## زندگی‌نامه

### جوانی
یوگاناندا در گوراگ پور اوتار پرادش هند در خانواده ایی متعلق به طبقه کشتاریا متولد شد. بنا به گفته برادر جوانترش ساناندا، از اول جوانی اش تجربه و آگاهی موکوندا فراتر از حالت عادی بود. در جوانی اش به سراغ بسیاری از قدیسان و فرزانگان هندی به امید یافتن استادی روشن ضمیر برای اینکه او را در ممارست معنوی اش راهنمایی کنند، رفت.

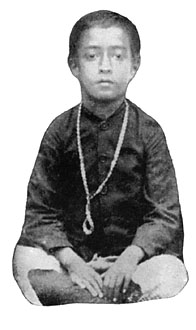
یوگاناندا در شش سالگی

جستجوی یوگاناندا بعد از قدیسان مختلف اساساً زمانی که وی گورو و استادش را سوامی شری یوکتشوار گری را در ۱۹۱۰ در سن ۱۷ سالگی دید پایان یافت. وی اولین ملاقاتش با شری یوکتشوار را به عنوان برافروختن دوباره ارتباطی که برای بسیاری از زندگی‌ها به طول انجامیده بود اینگونه توصیف می‌کند: ما وارد یگانگی از سکوت شدیم؛ کلمات به اوج قصور رسیدند. شیوایی در آهنگ بی سکوتی از قلب استاد به شاگرد جریان یافت. با گیرنده ایی از بینش غیرقابل انکاری حس کردم که گوروی من خدا را می‌شناسد و مرا به سمت او راهنمایی می‌کند. تاریکی از این زندگی در سپیده دم لطیف خاطرات قبل از تولد ناپدید شد. زمانی درماتیک! گذشته، همکنون و آینده صحنه گردش ان است. این اولین خورشید برای یافتن من در این قدم‌های مقدس نبود.
بعدها شری یوکتشوار یوگاناندا را خبردار کرد که یوگاناندا به سمت او توسط ماها آواتار باباجی برای هدف ویژه ایی فرستاده شده بود.
بعد از گذراندن امتحان متوسطه در هنر از کالج کلیسایی اسکاتلند در کلکته در ژوئن ۱۹۱۵، یوگاناندا با درجه یی معادل امروزی لیسانس هنر یا BA (که در آن زمان به عنوان AB شناخته می‌شد) از کالج سرامپور، کالج زیر نظر دانشگاه کلکته، فارغ تحصیل شد. این امر به او اجازه گذران زمان را در آشرام یوکتشوار در سرامپور به او می‌داد. در ۱۹۱۵، به‌طور رسمی وارد نظام رهبانیت شد و به نام «سوامی یواگاناندا گری» درآمد. در ۱۹۱۷ یوگاناندا مدرسه ایی را برای پسران در دیهیکا، در بنگال غربی که ترکیبی از روش‌های مدرن آموزشی با آموزش یوگا و آرمان‌های معنوی بود، تأسیس کرد. سال بعد، این مدرسه به رانچی نقل مکان کرد. این مدرسه بعدها به جامعه سات سنگ یوگودای هند، شاخه هندی از سازمان آمریکایی یوگاناندا تبدیل شد.

### مهاجرت به آمریکا
در ۱۹۲۰، او به ایالات متحده آمریکا سوار بر کشتی از شهر اسپارتا، به عنوان نماینده هند جهت کنگره بین‌المللی لیبرال‌های مذهبی برگزار شده در بوستون رفت. در همان سال او انجمن خودشناسی را جهت انتشار جهانی تعالیمش در مورد تمارین باستانی هند و فلسفه یوگا و سنتش در رابطه با مدیتیشن تأسیس کرد. برای چندین سال آینده به سخنرانی و تدریس در ساحل شرقی پرداخت و در ۱۹۲۴ به یک تور سخنرانی میان قاره ایی مبادرت ورزید.
هزاران نفر به سخنرانی اش آمدند. در طی این مدت وی تعدادی از پیروان مشهور خود را شامل سوپرانو آمیلیتا گاللی کورس، تینور ولادیمیر روسینگ و کلارا کلمینس گابریلوسک، دختر مارک توین را جذب کرد. سال بعد، مرکز بین‌المللی را برای انجمن خودشناسی در لوس آنجلس کالیفرنیا تأسیس کرد که مرکز اداری و معنوی کار رو به رشدش بود. یوگاناندا اولین معلم هندوی یوگایی بود که بخش اصلی از زندگیش را در آمریکا سپری کرد. وی از ۱۹۲۰ تا ۱۹۵۲ در آنجا زیست، در خلال سال‌های ۱۹۳۵ تا ۱۹۳۶ سفر طول و درازی در خارج از آمریکا گذراند که این سفر عمدتاً به منظور دیدار گوروش در هند بود هر چند در این بین قدیسان غربی در قید حیاتی را همچون ترزا نیومن را، و مکان‌هایی را در حین مسیر مهم معنویش بازدید کرد.

## فصلی از کتاب هندوئیسم به آمریکا حمله کرد
در ۱۹۳۰ دکتر ویندل توماس نویسنده و پروفسور پیشین کالج شهر در نیویورک کتابی را با عنوان هندوئیسم به آمریکا حمله کرد را منتشر کرد؛ که به‌طور گسترده ایی به ویوکاناندا و یوگاناندا می‌پرداخت. وی یافته‌هایش را به شکل زیر خلاصه می‌کند.
من پیش پاراماهانزا یوگاناندا سال‌ها قبل نه به عنوان یک سالک که به عنوان نویسنده با تفاهمی همراه با نگرشی تحلیلی انتقادی آمدم. من در وی ترکیبی نادر را یافتم. در عین ثابت قدمی در اصول باستانی بواسطه ایمان ژرفش، ره آوردی از انطباقی شگرف را با خود داشت، به طوریکه مسیحی و آمریکایی بدون دست کشیدن از هندو و هندی شدن می‌شد. با شوخ‌طبعی و روح بزرگش به درستی جهت ترویج آشتی و حقیقت در میان جویندگان مذهبی این جهان انتخاب شده بود. او صلح و شادی را به مقدار زیادی به ارمغان آورد.

### ملاقات از هند بین ۱۹۳۵ تا ۱۹۳۶
در ۱۹۳۵ او به هند جهت دیدن یوکتشوار و کمک به ایجاد عملی شدن سات سانگ یوگودایش در هند بازگشت. در طول بازدیدش، همان‌طور که در زندگینامه‌اش گفته‌است، او با مهاتما گاندی، قدیس بنگالی آناندا مویی ما، برنده جایزه نوبل فیزیک چاندرا سیکارا وینکاتا رامان و چندین تن از شاگردان گوروی یوکتشوار لاهیری ماهاسایا ملاقات کرد. در حالیکه در هند، یوکتشوار عنوان رهبانی پاراماهانسا را به وی داد پاراماهانزا به معنی «قوی اعظم» است و عنوانی است که بالاترین حصول معنوی را نشان می‌دهد. در ۱۹۳۶ در حالیکه یوگاناندا از کلکته بازدید می‌کرد، شری یوکتشوار در شهر پوری فوت کرد.

### مرگ
بعد از برگشتن از آمریکا، او سخنرانی، نوشتن و تأسیس کلیساهایی را در کالیفرنیایی جنوبی ادامه داد. در این روزهای منتهی به مرگش، او اشاره می‌کرد که زمان ترک این دنیا برای وی فرا رسیده‌است. در ۷ مارس ۱۹۵۲ به مناسبت ضیافت شامی که به جهت دیدار سفیر هند از ایالات متحده، بینای رانجان سین، و همسرش در هتل بالتیمور در لوس آنجلس حضور داشت. در پایان ضیافت یوگاناندا از هند و آمریکا بخاطر سهم شان برای جهانی صلح آمیز و پیشرفت بشری و همکاری آینده یشان صحبت کرد، و برای جهانی متحد که بهترین ویژگی‌های آمریکای کارامد را با هند معنوی ترکیب کرده‌است ابراز امیدواری کرد. بنا به گفته دو شاهد عینی- دایا ماتا، شاگرد مستقیم یوگاناندا، که انجمن خودشناسی را از ۱۹۵۵ تا ۲۰۱۰ رهبری کرد و شاگرد مستقیم سوامی کریاناندا- همان‌طور که یوگاناندا صحبتش را پایان داد، وی شعرش» هند من «را با نتیجه‌گیری با این کلمات» جایی که گنگ، جنگل‌ها، غارهای هیمالیا و مردان در رؤیایی خدا حضور دارند- من تقدیس شدم، جسمم آن چمن را لمس کرد. همانطور که این کلمات بر زبان او جاری بود، چشمانش را مرکز کوتشا برد و جسمش در کف سالن به یکباره فرو افتاد. و به علت حمله قلبی بدرود حیات گفت. پیروانش معتقدند او ماهاسامادی را عمل کرد.
کریاناندا نوشت که یوگاناندا زمانی در یک سخنرانی اش اظهار کرد، «حمله قلبی آسانترین راه برای مردن است». این نحوه انتخاب مرگ من است. جنازه یوگاناندا در در پارک یادبود لاون فورست در مازولیوم گریت (که به‌طور معمول برای بازدید کنندگان بسته‌است اما مقبره یوگاناندا در گلیندال کالیفرنیا در دسترس می‌باشد)

## آموزه‌ها
یوگاناندا به شاگردانش لزوم تجربه مستقیمی از حقیقت را چون مخالف اعتقادی کور بود، آموخت. وی می‌گفت که " اساس حقیقی مذهب اعتقاد نیست، بلکه تجربه شهودی است. شهود قدرت روحی جهت شناخت پروردگار است. دانستن اینکه چه مذهبی واقعاً با حقیقت سازگار است، تنها باید خدا را شناخت
وی بازتابی از آموزه‌های سنتی هندو بود، آموخت که کل جهان تصویر متحرک کیهانی خداست و اینکه افراد صرفاً بازیگرانی در بازی الهی هستند که نقش‌هایشان از طریق تناسخ تغییر می‌کند. آموخت که درد و رنج عمیق انسانی در حقیقی پنداشتن نقشی که در حال بازی آن است و نه در مقایسه با کارگردان فیلم یا خدا ریشه دارد.
آموخت کریا یوگا و دیگر تمارین تمرکزی جهت کمک به مردم جهت رسیدن به این درکی است که او آن را خودشناسی می‌نامید است:
خوشناسی شناخت همه بخش‌های جسم، ذهن و روح است که شما همکنون از پادشاهی خداوند در اختیار دارید. شما مجبور به دعا برای آن نیستید که آن به شما داده شود؛ که حضور در همه جا در آن واحد خداوند حضور در همه جا حاضر خودتان است، و اینکه همه آنچه شما نیاز به انجام ان دارید بهبود و اصلاح شناخت تان است.

## کریا یوگا
کریا یوگا مجموعه ایی از تکنیک‌های یوگاست که سیستم اصلی، آموزه‌های مدیتیشن یوگانانداست. کریا یوگا از اعقاب گورویی یوگاناندا- که توسط باباجی کریا یوگا را به لاهیری ماهاسایا، که او نیز آن را به شاگردش یوکتشوار، گوروی یوگاناندا، آموخت رسیده‌است. بنابه گفته یوگاناندا بواسطه احکام و دستورهای یوگایی، تکنیک واقعی می‌بایست از یک کریابان یا یک کریا یوگی آموخته شود.
وی توصیف کلی از کریا یوگا را در زندگینامه‌اش شرح داده‌است:
کریا یوگا به‌طور ذهنی انرژی حیاتی اش را برای گردش، به سمت بالا به سمت پایین حول شش مرکز نخاعی (شبکه‌های عصبی مدولا (مغزی)، گردن، پشت، ناحیه کمری، خاجی و دنبالچه) که با داوزده نشانه آسترال از صور ۱۲ گانه منطقه البروج، مرد نمادین کیهانی مطابقت دارد هدایت می‌کند. نیم دقیقه دوران کامل انرژی حول این رشته نخاعی حساس بشری بر پیشرفت‌های حساسی در تکامل انسان اثر می‌گذارد. این نیم دقیقه از کریا با یک سال آزاد سازی معنوی طبیعی برابری می‌کند.

## زندگینامه یک یوگی
در سال ۱۹۴۶، یوگاناندا داستان زندگی خودرا با عنوان زندگینامه یک یوگی را منتشر کرد. این کتاب به ۲۵ زبان ترجمه شده‌است. در ۱۹۹۹ یه عنوان یکی از ۱۰۰ کتاب مهم معنوی در قرن ۲۰ توسط گروهی از نویسندگان که توسط ناشران فیلیپ زالیسکی و هارپر کولینز ترتیب داده شده بود، برگزیده شد.
زندگینامه یک یوگی جستجوی معنوی یوگاناندا را برای روشن ضمیری شرح می‌دهد، به علاوه برخوردهایش را با اشخاص معنوی سرشناس همچون تریزا نیومن، آناندامویی ما، ماهاتما گاندی، برنده جایزه نوبل ادبیات رابیندرانات تاگور، دانشمند گیاهشناس نامی لوتر بوربنک (این کتاب به یادبود لوتر بوربنک قدیس آمریکایی اهدا می‌شود)، داانشمند هندی مشهور سر جاگادیش چاندرا بوس و برنده جایزه نوبل فیزیک سر رامان اشاره کرد. یکی از فصل‌های قابل ذکر این کتاب «قانون معجزات» است، فصلی که توضیح علمی برای شاهکارهای به ظاهر معجره آسا می‌دهد. یوگاناندا می‌نویسد کلمه غیرممکن در واژگان بشری جایگاه چندانی ندارد.

## ادعای فسادناپذیری جسم
همان‌طور که در گزارشی در مجله تایمز در ۴ آگوست ۱۹۵۲، از هری ت. رو، مدیر گورستان لوس آنجلس «د فوریست لان مموریال پارک» در گلیندل، کالیفرنیا جایی که جسم یوگاناندا تدفین شد، در نامه رسمی که به انجمن خوشناسی فرستاد، نوشت:
عدم هرگونه نشانه حاکی از فساد در جسد پاراماهانزا خارق‌العاده‌ترین تجربه ایی است که تاکنون داشته‌ایم. حتی بیست روز پس از مرگ نیز کوچک‌ترین اثری از تجزیه و زوال در تن او به چشم نمی‌خورد نه لکه ایی به پوستش افتاده بود و نه آثار پوسیدگی یا خشک شدگی در نسوج بدنش مشاهده می‌شد. .... به این دلایل بار دیگر می‌گویم که مورد یوگاناندا برایمان تجربه ایی یکتا و منحصربه‌فرد بوده‌است.

## میراث سازمانی
کار یوگاناندا بوسیله دو سازمانی که توسط خودش بنیان گذاشته شد انجمن دوستدارن وصول به حقیقت و جامعه سات سنگ یوگودا ادامه داده می‌شود. انجمن دوستداران وصول به حق در لوس آنجلس مستقر می‌باشد و این انجمن گسترش یافته‌است و شامل بیش از ۵۰۰ معبد و مراکزی در سراسر جهان و اعضایی در بیش از ۱۷۵ کشور شامل انجمن دوستدارن وصول به حق لیک شراین می‌باشد. در هند و اطراف کار یوگاناندا به عنوان جامعه سات سنگ یوگودا هند شناخته می‌شود که بیش از ۱۰۰ مرکز، مراکز گوشه نشینی و آشرام می‌باشد. دایا ماتا رهبر مذهبی مهم و شاگرد مستقیم یوگاناندا که شخصاً توسط یوگاناندا انتخاب شد و آموزش دید، رهبر انجمن دوستدارن وصول به حق / جامعه سات سنگ یوگدا هند بین ۱۹۵۵ تا ۲۰۱۰ بود. مرینالینی ماتا، شاگرد مستقیم یوگاناندا رهبر فعلی و رهبر معنوی انجمن دوستدارن وصول به حق/ انجمن سات سنگ هند است. او بلاواسطه توسط یوگاناندا جهت کمک به راهنمایی این کار بعد از مرگش انتخاب و آموزش دیده شد. او توسط هیئت مدیره ایی که شامل شاگردان مستقیم یوگاناندا که توسط وی آموزش دیده‌اند همیاری می‌شود.

## تفسیر اشعار عرفان اسلامی
از وی کتابی بنام «شراب صوفی» بجا مانده که وی برای شرح اشعار عارفان مسلمان از جمله ابوسعید ابوالخیر تلاش کرده‌است. ;۰

## شاگردان برجسته
تعدادی از این لیست از کتاب یوگاناندا «سفری به خودشناسی» گرفته شده‌است، مگر اینکه خلاف آن ذکر شود و تاریخ و مکان گرفتن مریدی یوگاناندا نیز ذکر می‌شود.
| - Dr. Lewis, 1920 Boston - Sister Yogamata, 1920 Boston - Sister Gyanamata, 1924 Seattle - Tara Mata, 1924 San Francisco - Vladimir Rosing، 1925 Seattle - Kamala Silva, 1925 - Hamid Bey, 1927 - Swami Premananda, 1928 - Durga Mata, 1929 Detroit - Yogacharya Oliver Black، 1930 Detroit - Daya Mata، 1931 Salt Lake City | - Rajarsi Janakananda، 1932 Kansas - Rev. John Laurence, 1933 Washington DC - Yogi Babacar Khane، 1935 - Daniel Boone, 1945 - Norman Paulsen, 1947 Los Angeles, - Swami Kriyananda، 1948 Los Angeles - Jordan Scherer, 1948 Los Angeles - Roy Eugene Davis، 1949 Los Angeles - Bob Raymer, 1951 - Yogacharya Mildred Hamilton, 1925 Seattle |

## ملاحظات
1. ↑  Bowden, p. ۶۲۹
2. ↑  Ghosh, Sananda Lal (1980). Mejda: The Family and the Early Life of Paramahansa Yogananda. Self-Realization Fellowship Publishers. ISBN 978-0-87612-265-5.
3. ↑  Ghosh, p. ۲۳
4. ↑  Yogananda, p. ۵۹
5. ↑  Yogananda (1997), Chapter 10: I Meet my Master, Sri Yukteswar
6. 1 2  Yogananda (1997), Chapter 36, Babaji's Interest in the West
7. ↑  Yogananda, p. ۲۱۷
8. ↑  Yogananda, p. ۲۴۰
9. ↑  Yogananda, p. ۳۴۱
10. ↑  S.L. Group Will Celebrate the Anniversary of Yogi's Birth," The Desert News, Salt Lake City, Utah, 2 January 1993
11. ↑  Hinduism Invades America
12. ↑  Yogananda, all pages
13. ↑  «Paramahansa means"supreme swan"and is a title indicating the highest spiritual attainment." Miller, p. ۱۸۸.
14. 1 2  Mata, Daya (۱۹۹۰). «Finding the Joy Within", 1st ed. Los Angeles, CA: Self-Realization Fellowship, p ۲۵۶
15. 1 2  Kriyananda (1977), p. 400
16. ↑  Miller, p. ۱۷۹.
17. ↑  About SRF: Leadership of the Society". http://www.srf-yogananda.org/aboutsrf/index.html#leadership بایگانی‌شده  در ۳۰ آوریل ۲۰۰۶ توسط Wayback Machine. Retrieved 2008-02-09.
18. ↑  Mata, Daya (Spring ۲۰۰۲). «My Spirit Shall Live On: The Final Days of Paramhansa Yogananda". Self-Realization Magazine
19. ↑  «Guru's Exit - TIME". Time. 1952-08-04. http://www.time.com/time/magazine/article/0,9171,822420,00.html بایگانی‌شده  در ۱۲ فوریه ۲۰۰۸ توسط Wayback Machine. Retrieved 2008-01-17.
20. ↑  Yogananda, p. 269-270
21. ↑  Yogananda
22. ↑  Yogananda (1997), The Science of Kriya Yoga p. 272
23. ↑  Yogananda, p. 234
24. ↑  "HarperCollins 100 Best Spiritual Books of the Century".
25. ↑  Note: The 1946 ed. of Autobiography of a Yogi is in the Public Domain: "Project Gutenberg Titles by Paramhansa Yogananda (Yogananda, Paramhansa, 1893-1952)". Retrieved 2008-01-16.
26. ↑  "Guru's Exit". Time. 4 August 1952. Archived from the original on 2010-09-27.
27. ↑  "Paramhansa Yogananda's Complete Mortuary Report (full text of notarized letter)". Golden Scales. Archived from the original on 2010-09-28.
28. ↑  Yogananda, Paramahansa (1981). Autobiography of a Yogi, 12th ed. Los Angeles, CA: Self-Realization Fellowship, p 478
29. 1 2  "About Self-Realization Fellowship". Retrieved 2011-11-24.
30. ↑  "Locations". Retrieved 2011-11-24.
31. ↑  "About SRF: Leadership of the Society". Retrieved 2008-02-09.
32. ↑  ««اندر معرّفی یک کتاب لا نَظیرَ لَه»». بی‌بی‌سی فارسی.
33. ↑  Book: The Flawless Mirror
34. ↑  «Coptic Fellowship». بایگانی‌شده از اصلی در ۱۲ ژانویه ۲۰۱۲. دریافت‌شده در ۲۰ ژانویه ۲۰۱۲.
35. ↑  http://www.self-revelationchurch.org/ Yogananda ordained as a swami in 1941
36. ↑  Yogacharya Oliver Site
37. ↑  "About SRF: Sri Daya Mata webpage". Retrieved 2011-01-08.
38. ↑  "About SRF: Rajarsi Janakananda webpage". Retrieved 2011-01-08.
39. ↑  «70 years of discipleship». بایگانی‌شده از اصلی در ۲۶ اکتبر ۲۰۰۹. دریافت‌شده در ۲۶ اکتبر ۲۰۰۹.
40. ↑  Le Yoga des Pharaons, El Yoga de la plegaria
41. ↑  «Interview». بایگانی‌شده از اصلی در ۱۳ فوریه ۲۰۰۸. دریافت‌شده در ۱۳ فوریه ۲۰۰۸.
42. ↑  Book: Christ Consciousness
43. ↑  Kriyananda (1977).
44. ↑  Book: Paramhansa Yogananda as I knew him
45. ↑  «Date is when he became ordained». بایگانی‌شده از اصلی در ۲۳ فوریه ۲۰۱۲. دریافت‌شده در ۲۰ ژانویه ۲۰۱۲.
46. ↑  http://www.crossandlotus.com Date is when she met PY in Seattle